# أوديل ماتشي
أوديل ماتشي (الاسم عند الميلاد: أوديل دانجو، مواليد 1943) فيزيائية وعالمة رياضيات فرنسية. وهي عضوة في الأكاديمية الفرنسية للعلوم منذ عام 2004.

## حياتها
وُلدت أوديل دانجو في كانتال أثناء الاحتلال الألماني. هي واحدة من ستة أطفال مسجلين لبرنارد دانجو وزوجته، من مواليد جينيفيف فيات.
درست بين عامي 1963 و1966 في المدرسة العليا للرياضيات، وتخرجت بدرجة مزدوجة في الفيزياء والرياضيات. كما حصلت في عام 1966 على شهادة التدريس في الرياضيات. وقد أدى الجمع غير المعتاد لمؤهلاتها إلى فتح الباب أمامها لمنصب مساعد باحث في معهد الإلكترونيات الأساسية بجامعة باريس الجنوبية حيث تمكنت من العمل مع برنارد بيسينبونو. كانت تركزفي عملها على معالجة الإشارة: فقد اشتمل على نمذجة واسعة وتحليل فيزيائي للمواد واستخدام تقنيات إحصائية.
نجحت بتفوق في الدكتوراه في العلوم الفيزيائية في عام 1972، وتناولت «المساهمة في الدراسة النظرية لعملية النقطة، وتطبيقها على البصريات الإحصائية والاتصالات البصرية». إنتقلت الآن، على حد تعبيرها، من الرياضيات البحتة إلى الرياضيات التطبيقية. وقد شجعها في هذا الأمر سيزار ماتشي، مهندس الإتصالات وأستاذ جامعي كانت قد تزوجته قبل سنوات قليلة. واصلت تركيزعملها على معالجة الإشارة، مع التركيز بشكل خاص على الثورة الرقمية الناشئة حديثًا. لقد كان مجالًا يلعب فيه زوجها دورًا رائدًا، وعلى مدى السنوات السبع التالية، حتى وفاة سيزار ماتشي المبكرة بسبب السرطان، تعاونوا كثيرًا في أبحاثهم.
شغلت أوديل ماتشي مناصب بحثية عليا في المركز الوطني الفرنسي للبحث العلمي وفي مختبر النظم والإشارات في جامعة باريس الجنوبية منذ عام 1972، وعُيِّنت في منصب مدير البحوث في كلا المؤسستين في عام 1979. الكثير من أعمالها البحثية، على مر السنين، عززت التطورات العملية في تكنولوجيا المودم. وأصبحت مديرة البحوث الفخرية في المؤسستين في عام 1999.
كانت أوديل ماتشي تبلغ من العمر 33 عامًا فقط عندما أصبحت أرملة. وفي مرة، أخبرت أحد المحاورين أنها عرفت على الفور أنها لن تتزوج مرة أخرى، ولم تفعل ذلك أبدًا. كان أطفالها الأربعة تتراوح أعمارهم بين 3 و 12 سنة في عام 1976. وقد استجابت لفجاعتها من خلال استكمال عملها البحثي بالتزام متجدد وطاقة، بينما وجدت أيضًا قوة في إيمانها المسيحي، ومن خلال المشاركة في "Fraternitat Santa Maria". de la Resurrecció "، وهي مجموعة كنسية تأسست في لورد عام 1943 للدعم بين الأرامل الشابات.
تم إنتخاب أوديل ماتشي كعضو مناظر في الأكاديمية الفرنسية للعلوم في عام 1994. وبعد عشر سنوات تم إنتخابها للعضوية كاملة.

### جوائز وتكريمات (مختارات)
- عام 1980، Blondel medal[14]
- عام 2004، وسام جوقة الشرف
- عام 2008، وسام الاستحقاق الوطني (فرنسا)[15]